# Albert Geyer

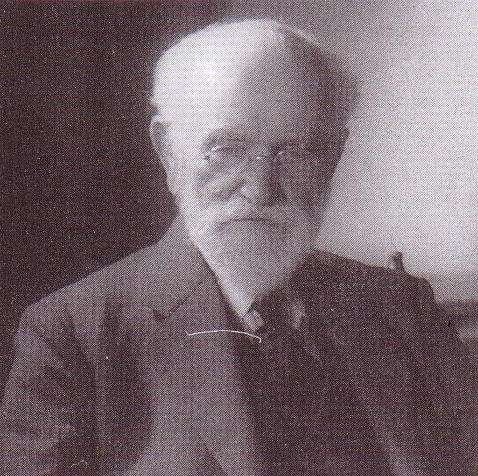
Albert Geyer

Albert Geyer (* 17. Mai 1846 in Charlottenburg; † 14. September 1938 in Berlin) war ein deutscher Architekt und preußischer Baubeamter, der sich auch als Bauhistoriker betätigte.

## Leben
Der in der damals noch nicht zu Berlin gehörenden Stadt Charlottenburg geborene Albert Geyer war Sohn des Lehrers und Predigers Ludwig Geyer und Bruder des Bildhauers Otto Geyer, des Studienrates am Friedrichwerderschen Gymnasiums Paul Geyer und des Theologen Ernst Theodor Geyer. Er machte im Alter von 19 Jahren am Friedrich-Werderschen Gymnasium das Abitur. Ein Stipendium ermöglichte ihm von 1867 bis 1869 das Studium der Philosophie und Mathematik an der Friedrich-Wilhelms-Universität zu Berlin, obwohl er eigentlich lieber Architektur studiert hätte. Seine Militärdienstzeit als Einjährig-Freiwilliger 1866 fiel mit dem Preußisch-Österreichischen Krieg zusammen.
Neben dem Studium war er als Praktikant bei Wilhelm Haeger im Baubüro für den Neubau der Reichsbank tätig, um später an der Berliner Bauakademie studieren zu können. Nach Teilnahme am Deutsch-Französischen Krieg 1870/71 nahm er sein Studium an der Bauakademie auf, das er 1874 mit der Bauführerprüfung (dem ersten Staatsexamen im Baufach) abschloss. Sein ausgezeichnetes Ergebnis wurde mit einer staatlichen Reiseprämie gewürdigt, die er für eine Studienreise in die Schweiz, Belgien, Frankreich und durch Deutschland nutzte. Anschließend wurde er von Reinhold Persius für seine Privatbauten in Potsdam angestellt.
An der Bauakademie legte er 1880 die Baumeisterprüfung (das zweite Staatsexamen im Baufach) ab und wurde Mitarbeiter der Schlossbaukommission. Von 1909 bis zu ihrer Auflösung am 1. April 1921 war er ihr letzter Direktor. Unter seiner Leitung erfolgten – oft nach Entwürfen des kaiserlichen Hofarchitekten Ernst von Ihne – umfangreiche Umbauten und Modernisierungen, zum Beispiel am Berliner Stadtschloss.
1909 wurde er zum außerordentlichen und 1913 zum ordentlichen Mitglied der Preußischen Akademie des Bauwesens ernannt.
Mit dem Ende der Monarchie und der Auflösung der Schlossbaukommission begann für ihn ein neuer Lebensabschnitt. Er trat in den Ruhestand und begann seine langjährige Tätigkeit als Architekturhistoriker, unter anderem seine Monografie zur Geschichte des Berliner Schlosses. Von 1922 bis 1929 war er für drei Amtsperioden Präsident der Preußischen Akademie des Bauwesens.
Albert Geyer starb am 14. September 1938  im Alter von 92 Jahren in Berlin und wurde auf dem Dorotheenstädtischen Friedhof II beigesetzt. Das Grab ist nicht erhalten.

## Werk

### Bauten und Entwürfe

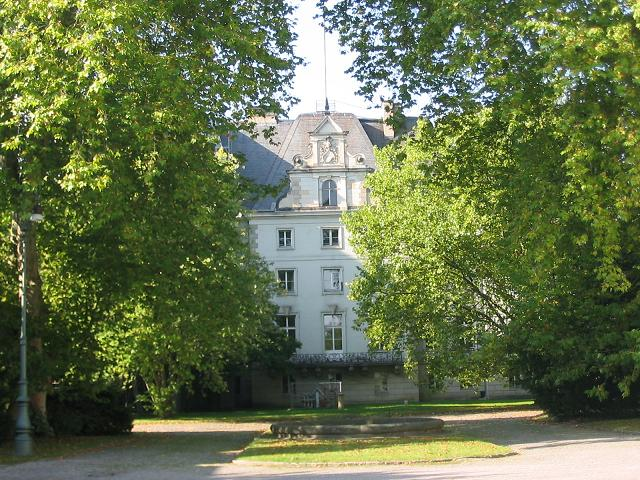
Jagdschloss Glienicke von der Parkseite

- 1880–1881: Einrichtung der Wohnung des Prinzen Wilhelm im Stadtschloss und Umbau des Marmorpalais in Potsdam
- 1883–1885: Erweiterung des Ordenspalais am Wilhelmplatz in Berlin (Bauleitung nach Entwürfen von Reinhold Persius, im Zweiten Weltkrieg zerstört)
- 1887/1888: Umbau des Kieler Schlosses (im Zweiten Weltkrieg zerstört)
- 1888/1889: Erweiterung des Mausoleums im Park von Schloss Charlottenburg in Berlin, für Kaiser Wilhelm I. († 1888) und Kaiserin Augusta († 1890)
- 1889: Umbau des Jagdschlosses Glienicke für den Prinzen Friedrich Leopold von Preußen
- 1890: Umbau des Palais der Prinzessin Friedrich Karl am Leipziger Platz in Berlin (im Zweiten Weltkrieg zerstört)
- 1891–1905: verschiedene Umbauten des Berliner Stadtschlosses (teilweise nach Entwurf von Ernst von Ihne; zerstört)
- 1896: Rekonstruktion des Landhauses der Provinz Schlesien in Breslau
- 1899–1900: Entwurf für Umbau und Erweiterung von Schloss Sigmaringen der Fürsten von Hohenzollern[2]
- 1905–1909: Umbau von Schloss Neustrelitz in Neustrelitz (zerstört)
- 1905–1910: Kaiserschloss in Posen (zusammen mit Franz Heinrich Schwechten)
- 1907: Entwurf zum Umbau von Schloss Babelsberg in Potsdam (nicht ausgeführt)
- 1910–1913: Jubliläumsterrassen bei der Neuen Orangerie in Potsdam

### Schriften
Albert Geyer verfasste zahlreiche Publikationen zu Berliner Schlössern, u. a.
- Die historischen Wohnräume im Berliner Schloss. Deutscher Kunstverlag, Berlin 1926.
- Geschichte des Schlosses zu Berlin. Band 1: Die kurfürstliche Zeit bis zum Jahre 1698. 1936 / als Reprint: Nicolai, Berlin 1993, ISBN 3-87584-480-7.
- Geschichte des Schlosses zu Berlin. Band 2: Vom Königsschloss zum Schloss des Kaisers (1698–1918). 1936. / als Reprint: Nicolai, Berlin 1993, ISBN 3-87584-431-9.

## Ehrungen
Für seine Verdienste wurde Geyer mehrfach ausgezeichnet: 1893 mit dem Roten Adlerorden IV. Klasse, 1895 mit dem Königlichen Kronenorden III. Klasse, 1901 mit dem Ehrenkreuz III. Klasse des Fürstlichen Hohenzollernschen Hausordens, 1903 mit dem Roten Adlerorden III. Klasse mit Schleife und 1910 mit dem Königlichen Kronenorden II. Klasse.